# Cantón de Toulouse-13
El cantón de Toulouse-13 era una división administrativa francesa, que estaba situada en el departamento de Alto Garona y la región de Mediodía-Pirineos.

## Composición
El cantón estaba formado por una comuna más una fracción de otra:
- Colomiers
- Toulouse (fracción)

## Supresión del cantón de Toulouse-13
En aplicación del Decreto n.º 2014-152 de 13 de febrero de 2014, el cantón de Toulouse-13 fue suprimido el 22 de marzo de 2015 y sus 2 comunas pasaron a formar parte del nuevo cantón de Toulouse-7.